# Argyrogena vittacaudata
Espèce
Synonymes
- Coluber vittacaudatus Blyth, 1854

Argyrogena vittacaudata est une espèce de serpents de la famille des Colubridae.

## Étymologie
Le nom de cette espèce, vittacaudata, signifie en latin « queue rayée ».

## Répartition
Cette espèce est endémique du Bengale-Occidental en Inde. Elle se rencontre dans le district de Darjeeling.

## Publication originale
- Blyth, 1854 "1853" : Notices and descriptions of various reptiles, new or little-known. Journal of the Asiatic Society of Bengal, vol. 22, p. 639–655 (texte intégral).